# Rabbit Junk
Rabbit Junk ist eine Band aus Seattle, die 2004 von JP Anderson sowie Jennifer „Sum Grrl“ Bernett gegründet wurde. Verschiedene Elemente aus Hardcore Techno, Drum and Bass, Punk, Metal, Hip-Hop und Electroclash kombinierend, betitelte Anderson die Musik seiner neuen Band als „Hardclash“. Mit den neuesten Veröffentlichungen veränderte sich der Stil der Band in Richtung Alternative- bzw. Nu Metal. 

## Geschichte
Nachdem sich im Jahr 2001 die erste Band von JP Anderson, The Shizit, getrennt hatte, gründete er mit seiner späteren Ehefrau Jennifer „Sum Grrl“ Bernett die Kollaboration Rabbit Junk. Ihre erste, 2004 veröffentlichte Demo trug den gleichen Namen. Ein Jahr später unterschrieben sie einen Vertrag mit der Plattenfirma Glitch Mode Recordings. Es folgte das erste offizielle Album Reframe. Weiterhin produzierte dazu die Kandycore Design Company ein Musikvideo für das Stück In Your Head No One Can Hear You Scream.
Es schloss sich die Veröffentlichung des Stücks Industrial Is Dead für die Glitch-Mode-Kompilation Hordes of the Elite an, später zudem ein Cover von Start the Riot für die Atari-Teenage-Riot-Tribut-Kompilation The Virus Has Been Spread.
Im Oktober 2007 wurden die ersten zwei Veröffentlichungen von Tom Bake neu gemastert, als die Band beim Label Full Effect Records unterschrieb. Durch Full Effect veröffentlichten sie am 28. April 2008 das Konzeptalbum This Life Is Where You Get Fucked, das drei Suiten enthält: Ghetto Blasphemer, This Death Is Where You Get Life und The Struggle. JP Anderson kritisierte später die Zeit mit dem Plattenlabel, da er nach eigenen Angaben keine Kontrolle mehr über das Image der Band hatte sowie die Interaktion mit Fans stark eingeschränkt war.
Nach der Zeit bei Full Effect Records erscheinen von der Band nur noch vereinzelte physischen Alben, heute eher in digitale Form über Bandcamp. Des Weiteren wurden sie auf der Webseite vom Label Glitch Mode Recordings, wo sie wieder unter Vertrag stehen, veröffentlicht, bevor im Laufe der Zeit andere Musikstreaming-Plattformen dazu genommen wurden.
Im September 2008 veröffentlichten Rabbit Junk auf ihrer MySpace-Seite die Singles Power, Blood und Home.
Der zweite Part von Rabbit Junks Ghetto-Blasphemer-Suite basiert auf den Werken von H. P. Lovecraft und wurde im Juli 2009 veröffentlicht.
Der zweite Part von This Death Is Where You Get Life wurde im Jahr 2010 fertiggestellt und zuerst auf der Website ihres Labels veröffentlicht. Bis dato unterstützte für die Band auf Konzertbühnen weitere wechselnde Musiker, was allerdings aufgegeben wurde.
Im Jahr 2011 erschienen What Doesn’t Kill You Will Make You a Killer und Lucid Summations, 2012 Bubble, The Boy with the Sun in his Eyes sowie Own Up. Im Jahr 2013 Break Shins to This. Ende August 2014 erschien die EP Pop That Pretty Thirty, später auch die erste Live-EP der Band Live 2014.
Im Jahr 2015 veröffentlichte die Band die EPs Invasion und Beast. Eine Kompilation dieser EPs zusammen mit dem Stück Pop that Pretty Thirty erschien als Album im Jahr 2016 unter dem Titel Consolidate, zum ersten Mal seit This Life Is Where You Get Fucked auch in physischer Form, die allerdings kurze Zeit später ausverkauft war. Des Weiteren erschien eine Single-Kompilation als Singles from the Lost Years 2011-2013.
Im Januar 2017 veröffentlichte die Industrial-Rock-Band Antonym ihre Single Liar’s World zusammen mit einem Remix von Rabbit Junk. Des Weiteren veröffentlichte die Band Ende Mai desselben Jahres eine neue Remix-EP mit dem Titel Like the Flesh Does the Knife.
Anfang März 2018 wurde das Album Rabbit Junk Will Die: Meditations on Mortality veröffentlicht. Im Jahr 2019 wurden die ersten Alben Rabbit Junk sowie Reframe als Remastered-Version neu veröffentlicht.
Seit dem Jahr 2019 veröffentlicht die Band unter keinem Label mehr. Ende Oktober 2020 erschien das neue Album Xenospheres als CD- sowie zum ersten Mal auch in Vinyl-Fassung. Vorab erschienen die Singles Prismatic sowie Bits and Razors.
In den darauffolgenden Jahren folgten nur unregelmäßig digitale Veröffentlichungen, da JP Anderson seit dem Jahr 2021 Assistant Professor an der 
San Diego State University ist. Er ist Träger eines Ph.D.

## Diskografie

### Demo
- 2004: Rabbit Junk
  - 2019: Rabbit Junk (Remaster-Version von 2008)

### Singles
- 2011: What Doesn’t Kill You Will Make You a Killer
- 2011: Lucid Summations
- 2012: Bubble
- 2012: The Boy with the Sun in His Eyes
- 2012: Own Up
- 2013: Break Shins to This
- 2019: Zero (Smashing Pumpkins Cover)
- 2019: Dune (Theme from the Motion Picture) [Remix]
- 2019: We Saw the End
- 2020: Bits and Razors
- 2020: Prismatic

### Alben
- 2006: Reframe
  - 2019: Reframe (Remaster)
- 2008: This Life Is Where You Get Fucked
- 2010: Project Nonagon
- 2018: Rabbit Junk Will Die: Meditations on Mortality
- 2020: Xenospheres
- 2022: Apocalypse For Beginners

### Extended-Veröffentlichungen
- 2005: Hare Brained: The Remixes (inoffizielle Veröffentlichung)
- 2008: Project Nonagon: The Struggle II
- 2009: Drek Kick: Cyanotic vs Rabbit Junk
- 2009: Project Nonagon: Ghetto Blasphemer II – From the Stars (2016 neu veröffentlicht)
- 2014: Pop That Pretty Thirty
- 2014: Live 2014
- 2015: Invasion
- 2015: Beast
- 2017: Like the Flesh Does the Knife (Remixes)
- 2019: Reveal

### Kompilationen
- 2016: Singles from the Lost Years 2011-2013
- 2016: Consolidate